# Juan Carlos Sempere Pérez
Juan Carlos Sempere Pérez (geboren am 21. Juni 2003 in Elda) ist ein spanischer Handballspieler, der auf der Spielposition Rückraum Mitte und auch auf Rechtsaußen eingesetzt wird.

## Vereinskarriere
Sempere begann mit dem Handballspielen bei Elda CEE. Er wechselte zu BM Benidorm, mit dessen erster Mannschaft er in der Spielzeit 2021/22 in der Liga Asobal debütierte.
Mit dem Team aus Benidorm nahm er auch an europäischen Vereinswettbewerben teil.

## Auswahlmannschaften
Sein erstes Spiel für Spanien absolvierte er am 6. Januar 2023 mit der junior selección. Mit dem Team nimmt er an der U-21-Handball-Weltmeisterschaft 2023 teil.

## Privates
Sein Vater war Handballspieler, ebenso sein Onkel und einige Cousins sowie seine Schwester.
Sempere studiert in Benidorm (Stand 2022).